# Lolita Bosch Sans
Lolita Bosch Sans   (Barcelona, 3 de juliol de 1970) és una escriptora catalana. És llicenciada en filosofia per la Universitat de Barcelona i té un postgrau en lletres de la Universidad Nacional Autónoma de México. Escriu alhora en català i en castellà, i la seva obra ha estat traduïda al polonès i a l'alemany. També fa literatura infantil i juvenil. I l'any 2007 va dirigir a Barcelona el festival literari "Fet a Mèxic". Ha viscut a Albons (Baix Empordà), als Estats Units, a l'Índia i, durant deu anys, a la Ciutat de Mèxic.
Descendent llunyana de l'alcalde de Barcelona Ròmul Bosch i Alsina, i de l'empresari i col·leccionista Ròmul Bosch i Catarineu, Bosch ha aprofitat la seva història familiar per a novel·lar la història de la Barcelona de principis del segle XX amb La família del meu pare (2008) i La veritat no està escrita: una novel·la de Barcelona (2023).

## Obra publicada[2]

### Novel·la
- Això que veus és un rostre (Girona: CCG o Curbet Edicions, 2004 – Premi Òmnium Cultural d'Experimentació Literària) / Esto que vés es un rostro (Mèxic, DF: Sexto Piso, 2009)
- Tres historias europeas (Madrid: Caballo de Troya, 2004) / Tres històries europees (Barcelona: LaButxaca, 2010)
- Elisa Kiseljak (Barcelona: La Campana, 2005) / Elisa Kiseljak (Madrid: Caballo de Troya, 2005 Debols!llo 2006), de la qual se n'ha fet una adaptació cinematogràfica (Elisa K)
- La persona que fuimos (Barcelona: Mondadori, 2006) / Qui vam ser (Barcelona: Empúries, 2006 – Premi Talent FNAC)
- Insòlit somni, insòlita veritat (Barcelona: Empúries, 2007) / Insólita ilusión, insólita certeza (Barcelona: Mondadori, 2007)
- Hecho en México (Barcelona: Mondadori, 2007)
- Una: la historia de Piiter y Py (Oaxaca: Almadía, 2008)
- La família del meu pare (Barcelona: Empúries, 2008) / La familia de mi padre (Barcelona: Mondadori, 2008)
- Japón escrito (autoedició, 2009)
- Campos de amapola antes de esto (Barcelona: Mondadori, 2011) / Camps abans de tot això (Barcelona: Empúries, 2011 - Premi Octavi Pellissa de Creació Literària 2010)
- La ràbia (2016)- Premi Roc Boronat

### Teatre
- El formulari. Companyia Mamut de fusta, Mataró: Teatre Monumental, 2004 [infantil]

### Narrativa juvenil
- M (SM / Cruïlla, 2006 – Finalista Gran Angular, Premi Crítica Serra d'Or de Literatura Infantil i Juvenil, Premi de Literatura Protagonista Jove
- Negra nit (Columna, 2006)

### Narrativa infantil
- El zoo de la Lolita (Alfaguara, 2004)
- ¡Jon ya sabe ir al lavabo! / En Jon ja sap anar al lavabo! (Barcelona: La Galera, 2004 – Premi Comte Kurt)
- Tens set dies! (Planeta Oxford, 2007)
- ¿Se puede saber quién ha dejado esta piedra aquí en medio? (Edebé, 2007)
- Paraula de Calb (Barcelona: Cruïlla, 2008)
- El formulari (Barcelona: La Galera, 2009)
- Chacahua (Barcelona: Baula, 2009)
- Àlex i allò que no es veu (Barcelona: Baula, 2009)

### Assaig
- Ara escric (Barcelona: Empúries, 2011) / Ahora escribo (Periférica, 2011)